# Kerri Walsh Jennings
Kerri Lee Walsh Jennings (ur. 15 sierpnia 1978 w Santa Clara) – amerykańska siatkarka plażowa. Trzykrotna złota medalistka olimpijska.
Karierę zaczynała od siatkówki halowej i była członkinią drużyny, która na IO 2000 zajęła czwarte miejsce. Wkrótce po igrzyskach (2001) zaczęła specjalizować się w plażówce i z Misty May-Treanor stworzyła jeden z najbardziej utytułowanych duetów w historii tej dyscypliny. W 2004 zwyciężyły w igrzyskach w Atenach, cztery lata później obroniły tytuł. W trakcie igrzysk w Londynie (2012) ponownie zdobyły olimpijskie złoto, podczas gdy Walsh była w jedenastym tygodniu ciąży. Trzy razy zwyciężały na mistrzostwach świata (2003, 2005, 2007). Wyszła za mąż, za Caseya Jenningsa amerykańskiego siatkarza plażowego. Mają trójkę dzieci Josepha Michaela (ur. 22 maja 2009), Sundance'a Thomasa (ur. 19 maja 2010) oraz Scout Margery (ur. 6 kwietnia 2013).